# Bitwa pod Białą Cerkwią (1651)
Bitwa pod Białą Cerkwią – bitwa powstania Chmielnickiego, która odbyła się 23 września 1651. Doszło wtedy do starcia między siłami polsko-litewskimi a wojskami kozackimi niedaleko Białej Cerkwi. Bitwa zakończyła się bez rozstrzygnięcia. Doszło natomiast do podpisania ugody.

## Przed bitwą
Po wygranej bitwie pod Beresteczkiem wojska pospolitego ruszenia szlachty, wykorzystując nieobecność króla, rozjechały się do domów, a reszta oddziałów koronnych (18 000–20 000 zbrojnych), pod dowództwem hetmanów Potockiego i Kalinowskiego, połączyła się 13 września pod Hermanówką z przybyłymi z Kijowa oddziałami litewskimi (4500 żołnierzy) dowodzoną przez hetmana polnego Janusza Radziwiłła.
Tydzień później wojska Rzeczypospolitej wyruszyły w kierunku Białej Cerkwi, gdzie miały zapaść ostateczne rozstrzygnięcia w kampanii, osiągnięte albo na drodze zbrojnej, albo też dyplomatycznej. Janusz Radziwiłł, razem z chorążym koronnym Aleksandrem Koniecpolskim, był zwolennikiem rozwiązań siłowych i dlatego opowiadał się za stoczeniem walnej bitwy z Kozakami. Natrafił jednak na silną opozycję, przede wszystkim hetmanów koronnych Mikołaja Potockiego i Marcina Kalinowskiego, którzy uważali, że rozwiązania konfliktu należy szukać poprzez negocjacje z Bohdanem Chmielnickim. Gdy 23 września rozmowy praktycznie zostały zerwane, wojska obu stron wyszły w pole.

## Bitwa
Bitwę rozpoczęli na prawym skrzydle Litwini pod dowództwem Janusza Radziwiłła przystępując do zdecydowanego ataku i uzyskując przewagę nad siłami kozacko-tatarskimi (25 000 Kozaków i 6000 Nogajów). Wojska Radziwiłła spędziły z pola oddziały przeciwnika od gór, błot i pasiek (...) na wielką równinę, wystawiając je na uderzenie centrum i lewego skrzydła, jednakże zwycięstwo zostało zaprzepaszczone przez hetmana wielkiego koronnego Mikołaja Potockiego, który pozostał na swojej pozycji i nie udzielił wsparcia Januszowi Radziwiłłowi (wojska polskie w ogóle nie wzięły udziału w walce). Pozwoliło to Kozakom bezpiecznie wycofać się za ufortyfikowany tabor. Potocki po walce w pierwszym dniu odpowiedział na pretensje Janusza Radziwiłła, że „przybył dla zawarcia pokoju, a nie dla dalszego kontynuowania wojny” r. Bierność Potockiego doprowadziła do utracenia szansy na całkowite rozbicie głównych sił Chmielnickiego i w ten sposób stłumienia powstania.
W kolejnych dwóch dniach były prowadzone ograniczone starcia przy udziale wojsk koronnych, ale nie miały one rozstrzygającego znaczenia. Jednocześnie w obozie koronnym zaczęło rozprzestrzeniać się przekonanie o fatalnym dowództwie Potockiego, żądania przez polskich żołnierzy przekazania dowództwa energicznemu Januszowi Radziwiłłowi. Zły nastrój żołnierzy potęgowały jesienne ulewy i informacja o zajęciu przez Kozaków Pawołoczy, przez którą prowadził szlak zaopatrzenia.

## Skutki
Skutkiem nierozstrzygniętej bitwy było przybycie do polskiego obozu Bohdana Chmielnickiego i Iwana Wyhowskiego, a następnie podpisanie ugody w Białej Cerkwi, będącej korzystniejszą dla Rzeczypospolitej od zawartej przed dwoma laty ugody zborowskiej, gdyż ograniczała terytorium które mogli zajmować Kozacy tylko do Królewszczyzn na terenie województwa kijowskiego, zmuszała ich do zerwania sojuszu z Tatarami, a rejestr kozacki zmniejszała o połowę (tzn. do 20 000 żołnierzy). Ugoda, była tylko taktycznym wybiegiem Chmielnickiego, bo prawie od razu została przez niego złamana, gdy wbrew jej zapisom przyjął poselstwo moskiewskie Wasyla Unkowskiego i wkrótce wysłał do Moskwy Iwana Iskrę z prośbą o protekcję. Brak zdecydowania i dążenie do ugody przez stronę polską, doprowadziło w następnym roku do rzezi oddziałów koronnych pod Batohem i niepowodzeniu wyprawy Jana Kazimierza, której efektem było przywrócenie ugody zborowskiej.